# Swisscom
Swisscom AG (SMI: SCMN) és l'empresa líder de telecomunicacions suïssa. La seva seu es troba a Worblaufen, prop de Berna. Swisscom continua essent propietat majoritària de l'estat (56,77%).
Swisscom cobreix tot el territori de Suïssa i els enclavaments alemanys de Büsingen am Hochrhein i italians de Campione d'Italia. A Itàlia opera a través de la seva filial Fastweb.